# Zone de secours Meetjesland
La zone de secours Meetjesland (du nom de la sous région du Meetjesland), en néerlandais Hulpverleningszone Meetjesland, est l'une des 34 zones de secours de Belgique et l'une des six zones de la province de Flandre-Orientale.

## Caractéristiques

### Communes protégées
La zone de secours  couvre les 5 communes suivantes: 
Aalter, Eeklo, Maldegem, Kaprijke et Saint-Laurent.

## Casernes
Voir aussi: Liste des services d'incendie belges